# P.N.03
P.N.03（ピーエヌスリー）は、カプコンが発売したニンテンドー ゲームキューブ用シューティングゲームである。「P.N.」は「Product Number」の略。
ディレクターは「バイオハザード」を手掛けた三上真司。黒くダークなイメージのバイオハザードとは対照的な、白くさわやかなイメージのゲーム。映像特典として『ビューティフル ジョー』のプロモーション映像が収録されている。
三上は公式サイトで「つくり込みがもう少し欲しかった」「ストーリーが薄すぎるのは辛い」と語っている。

## あらすじ
肉親を機械に殺された過去がある女性ソルジャー「ヴァネッサ・ズィー・シュナイダー（VANESSA Z.SCHNEIDER）」。クライアントの依頼でコンピューター兵器管理システム「CAMS（カムス）」を暴走させた敵を打ちのめすべく立ち向かう。

## 概要
ヴァネッサは戦闘用の特殊なスーツであるAEGIS SUIT（イージススーツ）を身にまとい、手から発射されるパームショットで華麗に踊りながら攻撃し、敵の攻撃を華麗に避ける。スーツは隠し要素として手に入るものも含めて全部で11種類あり、それぞれ性能が異なっている。
開発当初は銃で攻撃をする仕様であったが、つまらないという意見などが出たため、手からビーム攻撃をするよう変更された。
ゲームの難易度は「EASY」「NORMAL」「HARD」の3種類がある。HARDモードはEASYかNORMALをクリアすると出現する。
特定の難易度でゲームクリア、もしくは特定の条件を満たしてクリアすることで、隠し要素として新たなスーツが追加される。

## 登場人物
ヴァネッサ・ズィー・シュナイダー（VANESSA Z.SCHNEIDER）
主人公。女性ソルジャー。両親がCAMSに殺されたということ以外の彼女の過去や素性はゲーム中ではほとんど明かされない。クライアントの依頼で単身CAMSが占領した惑星に乗り込む。
クライアント
ヴァネッサにCAMS撃滅の任務を依頼した女性。全ての任務が終わるまではヴァネッサとの通信の際にも顔や姿を現さない。